# TJ Sokol Dolní Třešňovec
TJ Sokol Dolní Třešňovec je český fotbalový klub z Dolního Třešňovce v okresu Ústí nad Orlicí v Pardubickém kraji. Mužstvo od sezóny 2025/26 působí v 8. lize Orlickoústecka. Klub byl založen v roce 1956. Klubovými barvami jsou limetkově zelená a bílá.

## Historie
Budování fotbalového hřiště začalo roku 1954. V roce 1956 bylo hřiště dokončeno a díky tomu téhož roku vzniká fotbalový oddíl TJ Sokol Dolní Třešňovec. Prvním předsedou se stal Vl. Felcman a prvním trenérem byl jmenován St. Janeček.
Po sezoně 1961/62 nastává přerušení činnosti oddílu. V roce 1963 byla provedena trenáž celé hrací plochy. V sezoně 1966/67 se družstvo mužů opět účastní okresního přeboru okresu Ústí nad Orlicí.
Mezi lety 1967 a 1971 zažívá dolňotřešňovecký oddíl útlum. Roku 1972 však nastává nová éra fotbalu a celé sportovní činnosti v Dolním Třešňovci. Během tohoto roku byla provedena celková rekonstrukce fotbalového hřiště, včetně šaten a nového antukového hřiště na odbíjenou. 10. července 1972 se konalo společné zasedání na bývalém MNV v Dolním Třešňovci, kde se rozhodlo o obnovení činnosti fotbalového oddílu. V listopadu 1972 začali v klubu pracovat první kvalifikovaní trenéři vůbec – M. Federle a V. Petr.
Roku 2009 byly v areálu vybudovány nové kabiny a v roce 2016 bylo u příležitosti 60. výročí od založení klubu otevřeno víceúčelové hřiště.
Průlomovou sezónou byl pro dolňotřešňovecký fotbal ročník 2024/25. V něm mužstvo díky zisku 42 bodů skončilo druhé a postoupilo do 8. ligy Orlickoústecka pro ročník 2025/26. Tahounem velmi dobře fungujícího týmu byl zejména Michal Štarman, který v 18 utkáních nastřílel 36 branek, díky čemuž se s 19 gólovým náskokem stal nejlepším střelcem celé soutěže.

## Soupiska
| #      | Pozice | Hráč                          |
| ------ | ------ | ----------------------------- |
| 2      | O      | Martin Mareš                  |
| 3      |        | Miroslav Burian               |
| 3      | Z      | Dominik Mondek                |
| 4      | O      | Šimon Borovský                |
| 5      |        | Ivan Chonka                   |
| 6      | Z      | Yurii Lazorka                 |
| 7      | O      | Jan Jirásek – Kapitán mužstva |
| 8      | Z      | Oleksandr Diulai              |
| 9      | Z      | Jan Betlach                   |
| 9      | Ú      | Lukáš Hajzler                 |
| 10     | Z      | David Kopecký                 |
| 11 a 1 | Z a B  | Michal Netek                  |
| 12     | O      | Aleš Bílý                     |

| #  | Pozice | Hráč            |
| -- | ------ | --------------- |
| 12 | Z      | Radek Mizerák   |
| 12 | Z      | Pavel Pšondr    |
| 14 |        | Michal Skalický |
| 15 | Z      | Jan Vondráček   |
| 16 | Ú      | Michal Štarman  |
| 17 |        | Pavel Smejkal   |
| 33 | B      | David Valenta   |
|    | Ú      | Luboš Calda     |
|    | Ú      | Tomáš Dorazil   |
|    |        | Tomáš Motl      |
|    |        | Ladislav Sita   |
|    |        | Dominik Vávra   |
|    | Z      | Radim Zuch      |

## Umístění v jednotlivých sezonách od roku 2003

### Stručný přehled
Zdroj:
- 2003–2005: IV. třída okresu Ústí nad Orlicí
- 2005–2012: III. třída okresu Ústí nad Orlicí
- 2012–2014: IV. třída okresu Ústí nad Orlicí
- 2014–: III. třída okresu Ústí nad Orlicí

### Jednotlivé ročníky
Zdroj:
Legenda: Z – zápasy, V – výhry, VP – výhry po penaltách, R – remízy, PP – prohry po penaltách, P – prohry, B – body, *– kvůli covidu nebyla odehrána všechna utkání daných ročníků, zelené podbarvení – postup, červené podbarvení – sestup, fialové podbarvení – reorganizace (změna skupiny či soutěže)
| Česko (2003 – ) |                                   |                  |              |              |              |              |              |              |              |              |        |
| Sezóna          | Liga                              | Úroveň           | Z            | V            | VP           | R            | PP           | P            | Skóre        | B            | Pozice |
| 2003/04         | IV. třída okresu Ústí nad Orlicí  | 10.              | 24           | 19           | X            | 2            | X            | 3            | 85:19        | 59           | 2.     |
| 2004/05         | IV. třída okresu Ústí nad Orlicí  | 10.              | 16           | 11           | X            | 2            | X            | 3            | 40:14        | 35           | 2.     |
| 2005/06         | III. třída okresu Ústí nad Orlicí | 9.               | 22           | 6            | X            | 7            | X            | 9            | 29:43        | 25           | 9.     |
| 2006/07         | III. třída okresu Ústí nad Orlicí | 9.               | 22           | 6            | X            | 1            | X            | 15           | 30:64        | 19           | 11.    |
| 2007/08         | III. třída okresu Ústí nad Orlicí | 9.               | 22           | 8            | X            | 7            | X            | 7            | 38:30        | 31           | 7.     |
| 2008/09         | III. třída okresu Ústí nad Orlicí | 9.               | 22           | 10           | X            | 3            | X            | 9            | 50:46        | 33           | 5.     |
| 2009/10         | III. třída okresu Ústí nad Orlicí | 9.               | 22           | 10           | X            | 4            | X            | 8            | 43:50        | 34           | 3.     |
| 2010/11         | III. třída okresu Ústí nad Orlicí | 9.               | 22           | 10           | X            | 3            | X            | 9            | 46:40        | 33           | 7.     |
| 2011/12         | III. třída okresu Ústí nad Orlicí | 9.               | Dohledává se | Dohledává se | Dohledává se | Dohledává se | Dohledává se | Dohledává se | Dohledává se | Dohledává se |        |
| 2012/13         | IV. třída okresu Ústí nad Orlicí  | 10.              | 18           | 12           | X            | 0            | X            | 6            | 63:31        | 36           | 3.     |
| 2013/14         | IV. třída okresu Ústí nad Orlicí  | 10.              | 24           | 15           | X            | 4            | X            | 5            | 65:29        | 50           | 2.     |
| 2014/15         | III. třída okresu Ústí nad Orlicí | 9. (skupina Jih) | 14           | 3            | 3            | X            | 1            | 7            | 19:31        | 16           | 6.     |
| 2014/15         | III. třída okresu Ústí nad Orlicí | 9. (o umístění)  | 14           | 5            | 3            | X            | 1            | 5            | 27:30        | 22           | 6.     |
| 2015/16         | III. třída okresu Ústí nad Orlicí | 9.               | 24           | 8            | 2            | X            | 0            | 14           | 37:65        | 28           | 9.     |
| 2016/17         | III. třída okresu Ústí nad Orlicí | 9.               | 18           | 4            | 2            | X            | 0            | 12           | 34:61        | 16           | 9.     |
| 2017/18         | III. třída okresu Ústí nad Orlicí | 9.               | 22           | 6            | 2            | X            | 2            | 12           | 52:64        | 24           | 9.     |
| 2018/19         | III. třída okresu Ústí nad Orlicí | 9.               | 22           | 4            | 0            | 1            | 3            | 14           | 38:81        | 16           | 12.    |
| 2019/20         | III. třída okresu Ústí nad Orlicí | 9.               | 13*          | 6            | 1            | X            | 1            | 5            | 35:34        | 21           | 8.     |
| 2020/21         | III. třída okresu Ústí nad Orlicí | 9.               | 10*          | 2            | 1            | X            | 1            | 6            | 11:29        | 9            | 12.    |
| 2021/22         | III. třída okresu Ústí nad Orlicí | 9.               | 24           | 7            | X            | 2            | X            | 15           | 39:77        | 23           | 10.    |
| 2022/23         | III. třída okresu Ústí nad Orlicí | 9.               | 26           | 7            | X            | 3            | X            | 16           | 50:73        | 24           | 13.    |
| 2023/24         | III. třída okresu Ústí nad Orlicí | 9.               | 24           | 10           | X            | 5            | X            | 9            | 65:65        | 35           | 7.     |
| 2024/25         | III. třída okresu Ústí nad Orlicí | 9.               | 18           | 14           | X            | 0            | X            | 4            | 77:26        | 42           | 2.     |

## Nejlepší střelci mužstva
Zdroj:
| Sezóna  | Nejlepší střelec   | Počet gólů |
| 2015/16 | Tomáš Dorazil      | 10         |
| 2016/17 | Tomáš Dorazil      | 9          |
| 2017/18 | Miroslav Jedlinský | 12         |
| 2018/19 | Michal Štarman     | 14         |
| 2019/20 | Michal Štarman     | 12*        |
| 2020/21 | Michal Štarman     | 6*         |
| 2021/22 | Michal Štarman     | 12         |
| 2022/23 | Michal Štarman     | 15         |
| 2023/24 | Matěj Borovský     | 18         |
| 2024/25 | Michal Štarman     | 36         |

*– kvůli covidu nebyla odehrána všechna utkání daných ročníků